# Ревки (Гродненская область)
Ревки или Ровки (бел. Раўкі) — деревня в Дубненском сельсовете Мостовского района.

## История
Весной 1940 года в деревне Ревки Русиновского с/с Мостовского района был организован колхоз «17 Сентября». Колхозом было приобретено знамя. После нападения фашистской Германии на СССР в 1941 году, жительница деревни Шостко Мария Григорьевна вместе с сыном Федей пробралась в здание колхозной конторы и спасла знамя. После войны знамя было передано в Гродненский историко-археологический музей.
С 1 сентября 1944 года в деревне действовала 7-классная школа.

## Известные уроженцы
- Лис, Анатолий Васильевич